# John Banville
William John Banville (8 de dezembro de 1945), que assina como John Banville e às vezes com o pseudónimo Benjamin Black, é um escritor irlandês, romancista, adaptador de peças de teatro e guionista. Reconhecido pelo seu estilo de prosa preciso, frio, forense, com uma inventividade  Nabokoviana, e pelo humor negro dos seus geralmente maliciosos narradores, Banville é considerado "um dos romancistas literariamente mais imaginativos escrevendo na língua inglesa actual." Ele tem sido descrito como o "herdeiro de Proust, via Nabokov."
Banville recebeu inúmeros prémios na sua carreira. O seu romance The Book of Evidence foi indicado para o Prémio Man Booker e recebeu o prémio Guinness Peat Aviation em 1989. O seu décimo quarto romance, The Sea (O Mar), ganhou o Prémio Man Booker em 2005. Em 2011, Banville foi galardoado com o Prémio Franz Kafka, e em 2013 ganhou o PEN Award irlandês e o Prémio de Estado de Literatura Europeia austríaco. Em 2014, recebeu o Prémio Príncipe de Astúrias de literatura  É considerado um candidato ao Prémio Nobel da Literatura. A ambição declarada de Banville é dar à sua prosa "o tipo de densidade e a espessura que tem a poesia".
De 2006 a 2014, publicou oito romances policiais como Benjamin Black, em seis dos quais aparece a personagem Quirke, um patologista irlandês que é apresentado como vivendo em Dublin.

## Biografia
William John Banville é filho de Agnes (de apelido Doran) e Martin Banville, um funcionário de uma garagem, em Wexford, Irlanda. É o mais novo de três irmãos; o seu irmão mais velho Vincent também é um romancista que escreve com o nome de Vincent Lawrence, além de com o próprio nome. A sua irmã Anne Veronica "Vonnie" Banville-Evans escreveu um romance infantil e um livro de memórias sobre a sua infância e juventude em Wexford.
Banville fez a escola primária na CBS de Wexford, e depois estudou no St. Peter College também de Wexford. Apesar de ter pretendido ser pintor e arquitecto, não frequentou a Universidade. Banville referiu-se a isto como "um grande erro. Eu deveria ter ido. Arrependo-me de não ter passado esses quatro anos para ficar bêbado e apaixonar-me. Mas eu queria ficar longe da minha família. Queria ser livre." Por outro lado, declarou que a faculdade teria sido pouco benéfica para ele: "Não acho que teria aprendido muito mais, e acho que não teria tido a coragem de abordar algumas das coisas que eu abordei como jovem escritor se eu tivesse estado na universidade — eu teria sido calcado até me submeter pelos meus professores." Após ter saído da escola, trabalhou na Aer Lingus, o que lhe permitiu viajar a preços com grande desconto, tendo tirado partido disso para viajar até à Grécia e Itália. Viveu nos Estados Unidos em 1968 e 1969. No seu regresso à Irlanda, foi vice-editor no The Irish Press, acabando por subir ao posto de chefe vice-editor.
Desde 1990, Banville tem sido um colaborador regular do The New York Review of Books. Após o colapso do The Irish Press em 1995, ele foi como vice-editor para o The Irish Times tendo, em 1998, sido nomeado editor literário. Este jornal também sofreu graves problemas financeiros e Banville foi forçado a sair.

## Escrita
Banville publicou o seu primeiro livro, uma colectânea de contos intitulada Long Lankin, em 1970. Ele renegou o seu primeiro romance publicado, Nightspawn, descrevendo-o como "excêntrico, .., absurdamente pretensioso".
Banville escreveu três trilogias: a primeira, The Revolutions Trilogy, centra-se em grandes cientistas e engloba Dr. Copernicus (1976), Kepler (1981), e  The Newton Letter (1982). Ele referiu que se interessou por Kepler e outros homens da ciência, após ter lido The Sleepwalkers de Arthur Koestler. Compreendeu que, tal como ele, os cientistas estavam a tentar impor ordem no seu trabalho.
A segunda trilogia, às vezes referida coletivamente como Frames (Quadros), agrupa o The Book of Evidence (1989), em que vários dos seus personagens tinham aparecido em Ghosts (1993); Athena (1995) é a terceira em que aparece um narrador não-confiável e a explorar o poder das obras de arte.
A terceira trilogia compreende Eclipse, Shroud e Ancient Light, em todas aparecendo as personagens Alexander e Cass Cleave.
Tendo começado com Christine Falls, publicado em 2006, Banville tem escrito policiais sob o pseudónimo de Benjamin Black. Ele escreve as suas obras de ficção policial como Benjamin Black muito mais rapidamente do que compõe os seus romances literários. Ele considera o seu trabalho como Black um ofício, e um artista como Banville. Ele considera o policial, nas suas próprias palavras, como sendo "ficção barata". Numa entrevista de julho de 2008 ao jornal argentino La Nacíón, a Banville perguntaram se os seus livros tinham sido traduzidos para o irlandês. Ele respondeu que ninguém os iria traduzir e que muitas vezes é referido pejorativamente como um West Brit (britânico ocidental).
Banville é fortemente cáustico com todo o seu trabalho, afirmando dos seus livros: "Odeio-os todos... Detesto-os. Eles são todos um embaraço permanente." Em vez de se remeter ao passado, ele está continuamente a olhar em frente, "Tu tens que te pôr a mexer todas as manhãs e pensar sobre todas as coisas horríveis que fizeste ontem, e como podes compensar isso fazendo hoje melhor." Não lê comentários sobre a sua obra pois já sabe – "melhor do que qualquer revisor" – os pontos em que residem as suas falhas.
| “ | Às vezes, a meio da tarde, se me estou a sentir um pouco sonolento, Black sai do ombro do Banville e começa a escrever. Ou Banville sai de cima do ombro do Black e diz, "Oh, essa é uma frase interessante, vamos jogar com ela." Vejo às vezes, revendo o trabalho, os pontos em que um se infiltrou ou em que os dois se entranharam um no outro. | ” |

## Estilo
Banville é considerado pelos críticos como um mestre estilista de inglês, e sua escrita tem sido descrita como perfeitamente trabalhada, linda, deslumbrante. David Mehegan do Boston Globe chama-lhe "um dos grandes estilistas a escrever em inglês actualmente", Don DeLillo descreve a sua escrita como "prosa perigosa e fluida", e Val Nolan no The Sunday Business Post apelida o seu estilo  de "lírico, meticuloso e ocasionalmente hilariante"; The Observer descreve The Book of Evidence como "prosa fluindo na perfeição cujo lirismo, ironia patrícia e sentido doloroso de perda é uma reminiscência de Lolita." Banville afirmou que está "a tentar misturar poesia e ficção em alguma nova forma". Ele é conhecido pelo seu humor negro e por uma sagacidade afiada e fria.
Em quatro romances como Banville (e um como Benjamin Black), ele tem usado o tropo dos olhos de uma personagem dardejando para frente e para trás "como um espectador em partida de ténis".
Em 2011, prometeu doar o seu cérebro ao The Little Museum of Dublin "para que os visitantes se pudessem maravilhar com a sua pequenez".

## Influências
Banville disse numa entrevista à The Paris Review que gostava do estilo de Vladimir Nabokov; contudo, prosseguiu, "sempre achei que havia algo de estranho sobre o qual eu não conseguia pronunciar-me. Foi então que li uma entrevista em que ele admitiu que era surdo tonal." Ele é fortemente influenciado por Heinrich von Kleist, tendo escrito as adaptações de três de suas peças (incluindo Amphitryon) e tendo usado Amphitryon como base para o seu romance The Infinities.
Banville afirmou que imitou James Joyce como um aprendiz: "Após ter lido o Dubliners, e ter ficado impressionado com o modo como Joyce escreveu sobre a vida real, imediatamente comecei a escrever imitações ruins do Dubliners." Contudo, relata o The Guardian: "O próprio Banville reconheceu que todos os escritores irlandeses são seguidores ou de Joyce ou de Beckett - colocando-se ele no campo de Beckett." Ele também reconheceu outras influências. Em 2011, numa entrevista no The Charlie Rose Show, Rose perguntou, "O modelo sempre foi Henry James?" e Banville respondeu, "Eu penso que sim; as pessoas dizem, você sabe, que tenho sido influenciado por Beckett ou Nabokov, mas sempre foi o Henry James [...] de modo que quis segui-lo, eu queria ser um Jamesiano."

## Vida Privada
Banville casou com a artista têxtil norteamericana Janet Dunham com quem teve dois filhos que agora são adultos, mas o casal separou-se entretanto. Conheceram-se durante a sua visita a San Francisco, em 1968, onde ela era uma estudante da Universidade da Califórnia, Berkeley. Dunham descreveu-o durante o processo de escrita como sendo "um assassino que acabou de voltar de uma matança particularmente sangrenta".
Banville vive com Patricia Quinn, ex-chefe do Conselho das Artes da Irlanda com quem tem duas filhas.

## Prémios e homenagens
| Ano  | Prémio                                                                             | Obra                 | Ref(s)        |
| ---- | ---------------------------------------------------------------------------------- | -------------------- | ------------- |
| 1973 | Allied Irish Banks' Prize                                                          | Birchwood            | [ 27 ]        |
| 1973 | Arts Council Macaulay Fellowship                                                   | Birchwood            | [ 27 ]        |
| 1975 | American Ireland Fund Literary Award                                               | Doctor Copernicus    | [ 27 ]        |
| 1976 | James Tait Black Memorial Prize                                                    | Doctor Copernicus    | [ 27 ]        |
| 1981 | Guardian Fiction Prize                                                             | Kepler               | [ 27 ]        |
| 1981 | Allied Irish Bank Fiction Prize                                                    | Kepler               |               |
| 1981 | American-Irish Foundation Award                                                    | Birchwood            |               |
| 1984 | Eleito para o Irish Arts Association, Aosdána                                      |                      | [ 28 ]        |
| 1989 | Guinness Peat Aviation Award                                                       | The Book of Evidence | [ 27 ]        |
| 1989 | Prémio Man Booker, lista final                                                     | The Book of Evidence | [ 27 ]        |
| 1991 | Prémio Ennio Flaiano                                                               | The Book of Evidence | [ 29 ]        |
| 1997 | Lannan Literary Award for Fiction                                                  | The Untouchable      | [ 27 ] [ 30 ] |
| 2003 | Premio Nonino                                                                      |                      | [ 29 ]        |
| 2005 | Prémio Man Booker                                                                  | O Mar                | [ 27 ]        |
| 2006 | Irish Book Awards - Romance do Ano                                                 | The Sea              |               |
| 2006 | British Book Awards Author of the Year, lista final                                | The Sea              | [ 27 ]        |
| 2007 | Royal Society of Literature Membro                                                 |                      |               |
| 2007 | Prix Madeleine Zepter                                                              |                      |               |
| 2007 | Membro Honorário Estrangeiro do American Academy of Arts and Sciences              |                      | [ 31 ]        |
| 2009 | Patrocinio Honorário da University Philosophical Society no Trinity College Dublin |                      |               |
| 2010 | Irish Book Awards, Irish Book of the Decade, lista final                           | The Sea              | [ 27 ]        |
| 2011 | Prêmio Franz Kafka                                                                 |                      | [ 32 ]        |
| 2012 | Irish Book Awards, categoria de romance                                            | Ancient Light        | [ 33 ]        |
| 2013 | Irish PEN Award                                                                    |                      | [ 34 ]        |
| 2013 | Austrian State Prize for European Literature                                       |                      | [ 35 ]        |
| 2013 | Irish Book Awards (Bob Hughes Lifetime Achievement Award)                          |                      | [ 36 ]        |
| 2014 | Prémio Príncipe das Astúrias de Letras                                             |                      | [ 37 ]        |

### Prémio Man Booker, 2005
Banville ganhou o Prémio Man Booker em 2005, depois de ter estado na lista final em 1989. O seu último trabalho teve como concorrentes as obras de Kazuo Ishiguro, Julian Barnes, Ali Smith, Sebastian Barry e Zadie Smith. O voto dos juízes dividiu-se entre Banville e Ishiguro, tendo o presidente de juízes, John Sutherland, dado o voto de qualidade a favor de Banville.
No início daquele ano, Sutherland tinha escrito elogiosamente sobre o romance de Ian McEwan Saturday, tendo Banville criticado fortemente esta obra no The New York Review of Books. Banville admitiu mais tarde que, ao ler a carta de Sutherland em resposta à sua revisão, pensou: "Bem, posso dizer adeus ao Booker. Não tenho sido a pessoa mais popular nos círculos literários de Londres no último meio ano. E acho que Sutherland foi soberbo ao dar o seu voto decisivo a meu favor."
Banville evidenciou-se por ter escrito uma carta em 1981 ao The Guardian, solicitando que o Prémio Man Booker, ao qual ele era concorrente "à lista final de candidatos", lhe fosse dado para que ele usasse o dinheiro para comprar na Irlanda todas as cópias dos livros da lista inicial do prémio e as doasse a bibliotecas, "garantindo assim que os livros não apenas seriam comprados mas também lidos — o que seria certamente um caso único."
Quando o seu The Book of Evidence ficou na lista final do Prémio Booker de 1989, contou um amigo de Banville (amigo que este descreveu como "um cavalheiro das corridas"), que o escritor lhe tinha ordenado "para apostar nos outros cinco escritores da lista final, dizendo que era uma aposta segura, pois se ganhasse o prémio teria o dinheiro do prémio, e se perdesse um dos outros iria ganhar...Mas a coisa confundiu-me e eu nunca concretizei as apostas. Agora duvido que vá visitar a casa de apostas a breve prazo".

### Prémio Kafka, 2011
Em 2011, Banville recebeu o Prêmio Franz Kafka. Marcel Reich-Ranicki e John Calder faziam parte do júri. Banville descreveu o prémio como "um daqueles a que qualquer um quer realmente chegar. É um prémio ao estilo antigo e, sendo um velho excêntrico, é perfeito para mim... Estive em luta com Kafka desde que eu era adolescente", e agora a sua estatueta de bronze "irá fitar-me pousada na lareira".

## Lista de obras

### TrilogiaThe Revolutions
- Doctor Copernicus (1976) Pt: Doutor Copérnico (Dom Quixote, 1992)
- Kepler (1981)
- The Newton Letter (1982)

### Trilogia Freddie Montgomery
- The Book of Evidence (1989) Br:O Livro das Provas (Record, 2002) ou O Livro das Evidências (Biblioteca Azul, 2018)
- Ghosts (1993) Pt: Fantasmas (Dom Quixote, 1995)
- Athena (1995)

### Trilogia Alexander e Cass Cleave
- Eclipse (2000) Br: Eclipse (Biblioteca Azul, 2014) / Pt: Eclipse (Ulisseia, 2006)
- Shroud (2002) Br: Sudário (Biblioteca Azul, 2015) / Pt: O Impostor (Verbo, 2006)
- Ancient Light (2012) Br: Luz Antiga (Biblioteca Azul, 2013) / Pt: Luz Antiga (Porto Editora, 2013)

### Outros romances
- Nightspawn (1971)
- Birchwood (1973)
- Mefisto (1986)
- The Ark (1996) (publicados apenas 260 exemplares)
- The Untouchable (1997) Br: O Intocável (Record, 1999) / Pt: O Intocável (Dom Quixote, 1998)
- The Sea (2005) Br: O Mar (Nova Froneira, 2007) / Pt: O Mar (Sextante, 2018)
- The Infinities (2009) Br: O Infinitos (Nova Froneira, 2011) / Pt: O Infinitos (Edições Asa, 2011)
- The Blue Guitar (2015) Br: O Violão Azul (Biblioteca Azul, 2016) / Pt: A Guitarra Azul (Porto Editora, 2016)
- Mrs Osmond (2017) Pt: Mrs. Osmond (Relógio D'Água, 2018)

### Colectânea de contos
- Long Lankin (1970; ed. revista 1984)

### Teatro
- The Broken Jug: After Heinrich von Kleist (1994)
- Seachange (representado em 1994 no Focus Theatre, Dublin; não publicado)
- Dublin 1742 (representado em 2002 no The Ark, Dublin; uma peça para 9–14 anos; não publicado)
- God's Gift: A Version of Amphitryon by Heinrich von Kleist (2000)
- Love in the Wars (adaptação de Penthesilea de Heinrich von Kleist, 2005)
- Conversation in the Mountains (peça radiofónica, 2008)

### Não-ficção
- Prague Pictures: Portrait of a City (2003) Pt: Imagens de Praga (Edições Asa, 2005)
- Time Pieces: A Dublin Memoir (2016) Pt: Retalhos do Tempo (Relógio D'Água, 2017)

### Como "Benjamin Black"

#### Série Quirke
1. Christine Falls (2006)
2. The Silver Swan (2007)
3. Elegy for April (2010)
4. A Death in Summer (2011)
5. Vengeance (2012)
6. Holy Orders (2013)
7. Even the Dead (2016)
8. April in Spain (2021)

#### Outros
- The Lemur (2008, primeiro em episódios no The New York Times)
- The Black-Eyed Blonde, um romance com Phillip Marlowe (2014).[43]
- Prague Nights (2017)
- The Secret Guests (2020)

### Guião de filmes
| Ano  | Título                                               | Referência |
| ---- | ---------------------------------------------------- | ---------- |
| 1984 | Reflections (Adaptaçao de The Newton Letter para TV) | [ 44 ]     |
| 1994 | Seascapes (Filme de TV)                              | [ 45 ]     |
| 1999 | The Last September                                   | [ 22 ]     |
| 2011 | Albert Nobbs                                         | [ 46 ]     |
| 2013 | The Sea                                              | [ 47 ]     |

## Leituras Adicionais
- John Banville por John Kenny; Irish Academic Press (2009); ISBN 978-0-7165-2901-9
- John Banville, a critical study por Joseph McMinn; Gill and MacMillan; ISBN 0-7171-1803-7
- The Supreme Fictions of John Banville por Joseph McMinn; (Outubro 1999); Manchester University Press; ISBN 0-7190-5397-8
- John Banville: A Critical Introduction por Rüdiger Imhoff (Outubro 1998) Irish American Book Co; ISBN 0-86327-582-6
- John Banville: Exploring Fictions por Derek Hand; (Junho 2002); Liffey Press; ISBN 1-904148-04-2
- Irish University Review: A Journal of Irish Studies: Special Issue John Banville Editado por Derek Hand; (Junho 2006)
- Irish Writers on Writing em que consta John Banville. Editado por Eavan Boland, Trinity University Press, 2007).

## Ligações Externas
- John Banville website oficial
- John Banville
- John Banville no Ricorso (Irish Writers Database)
- John Banville's BBC radio plays
- John Banville Entrevista audio com Donald Swaim em 1990 sobre The Book of Evidence

Benjamin Black
- website oficial de Benjamin Black
- Benjamin Black's Books on Macmillan.com

Artigos
- John Banville no The Guardian (arquivo de artigos)
- John Banville no The New York Review of Books (arquivo de artigos)